# Jevšnikar
Jevšnikar je priimek v Sloveniji, ki ga je po podatkih Statističnega urada Republike Slovenije na dan 1. januarja 2010  uporabljalo 40 oseb.

## Znani nosilci priimka
- Peter Jevšnikar (*1973), trobentar in glasbeni pedagog